# Danh sách hãng sản xuất tuốc bin gió
Dưới đây là Danh sách hãng sản xuất tuốc bin gió trên thế giới, gồm có tên, nước và các dữ liệu khác.
Cần ghi chú là một vài hãng sản xuất tuốc bin gió không còn tồn tại, tuy nhiên một số tuốc bin gió của các hãng này vẫn đang hoạt động.

## 10 hãng sản xuất hàng đầu, tính theo sốMWlắp đặt trên thế giới năm 2007
1. Vestas (Đan Mạch) 4.500 MW
2. GE Energy (Hoa Kỳ) 3.300 MW
3. Gamesa (Tây Ban Nha) 3.050 MW
4. Enercon (Đức) 2.700 MW
5. Suzlon (Ấn Độ) 2.000 MW
6. Siemens (Đan Mạch / Đức) 1.400 MW
7. Acciona (Tây Ban Nha) 870 MW
8. Goldwind (Trung quốc) 830 MW
9. Nordex (Đức) 670 MW
10. Sinovel (Trung quốc) 670 MW

## Danh sách theo mẫu tự

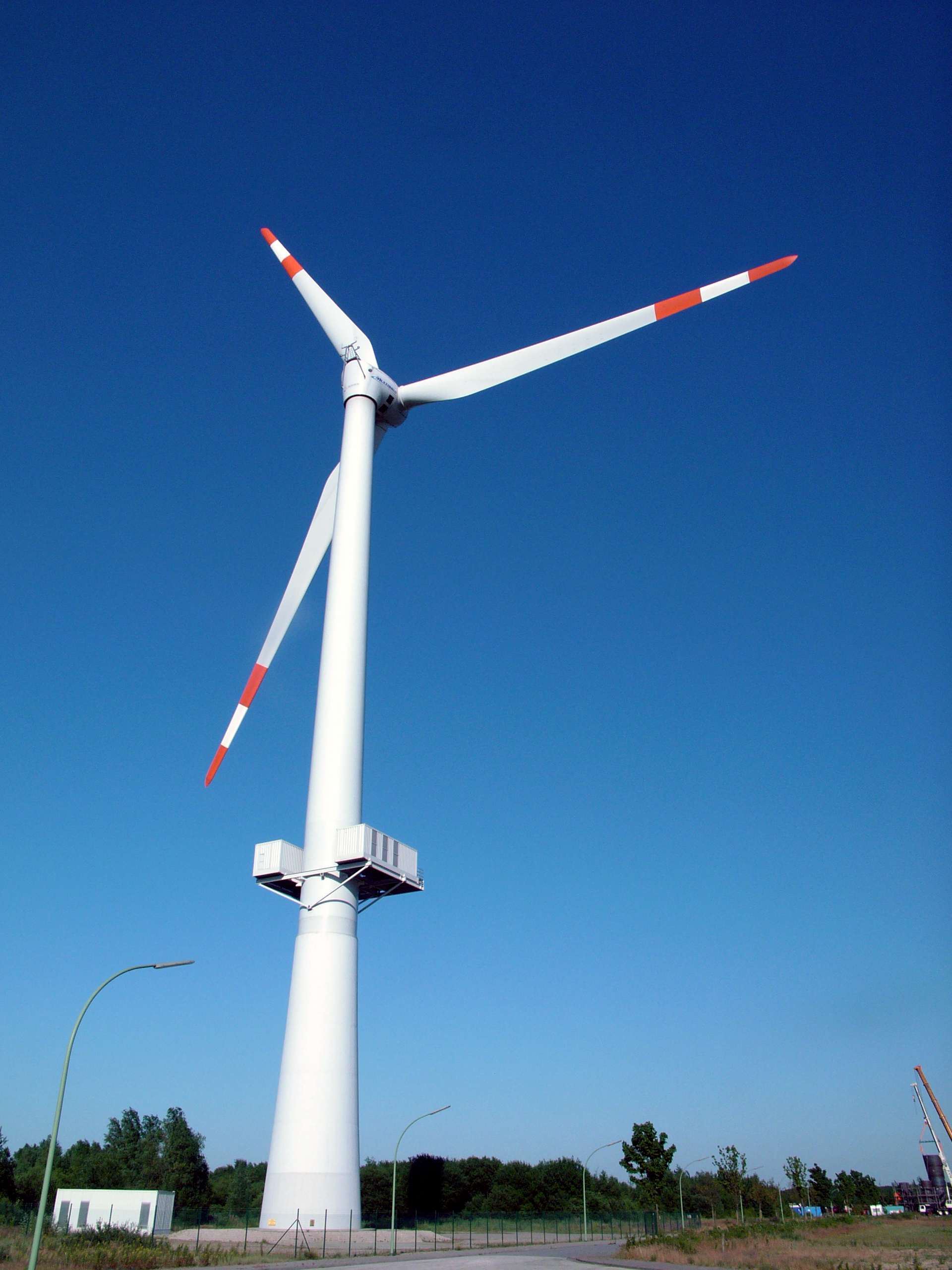
Multibrid 5000 Prototype, bắc Bremerhaven (Đức)

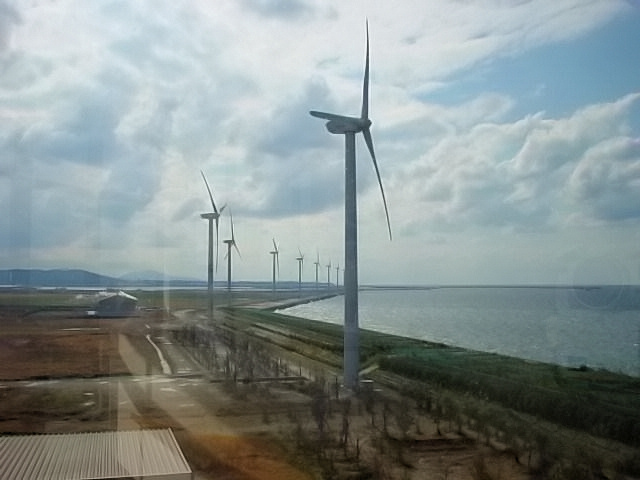
Bãi tuốc bin gió Wakamatsu, Kitakyushu, Nhật Bản

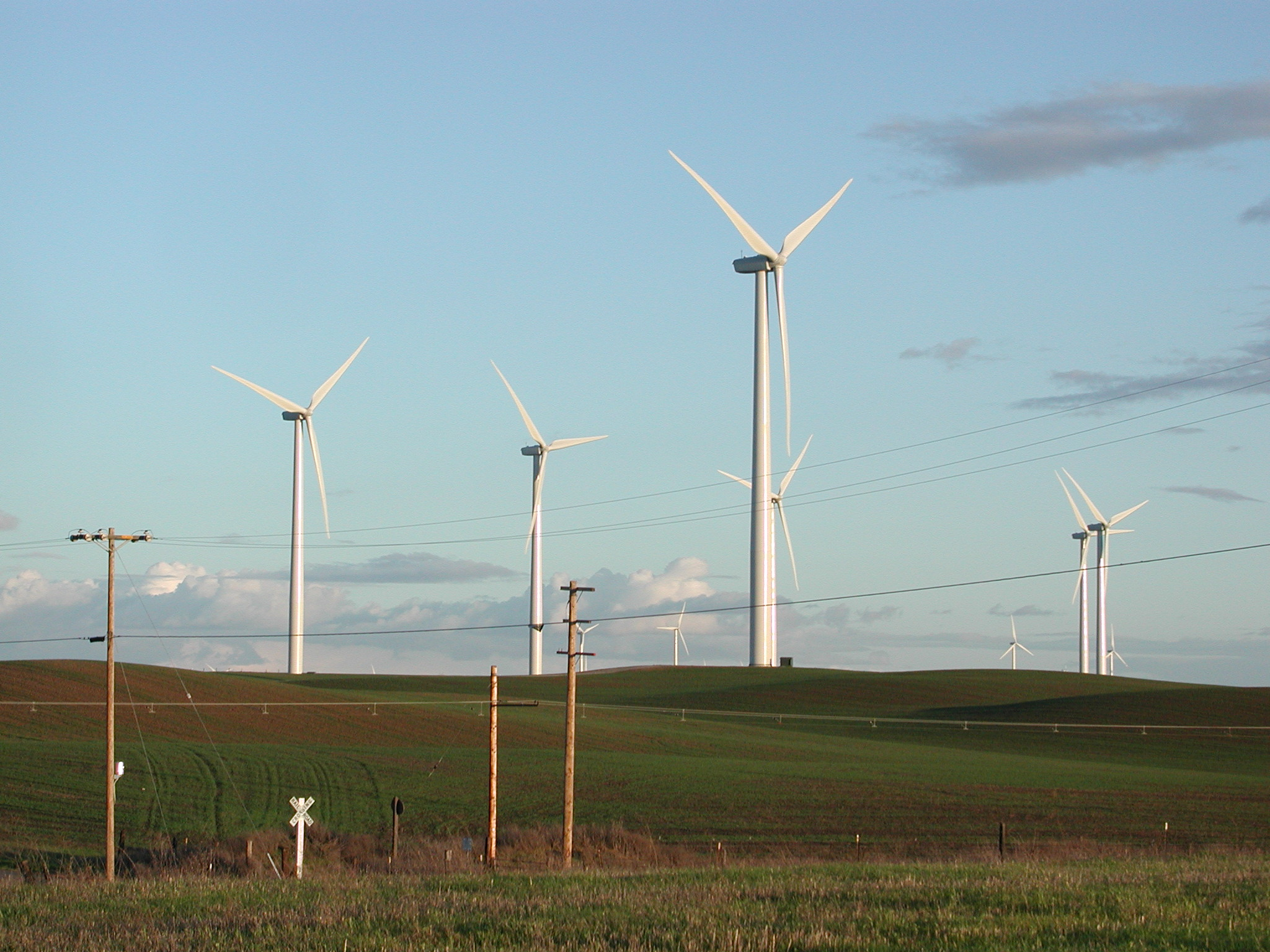
tuốc bin gió General Electric ở Solano County, California

- AAER Systems  Lưu trữ ngày 1 tháng 2 năm 2011 tại Wayback Machine (Canada)
- Acciona Energy  (Tây Ban Nha)
- AeroCity Wind Power  Lưu trữ ngày 6 tháng 9 năm 2011 tại Wayback Machine (Hoa Kỳ)
- Aerostar Wind Turbines  (Hoa Kỳ)
- AN Windenergie  Lưu trữ ngày 23 tháng 2 năm 2020 tại Wayback Machine (Đức) - bán cho Siemens năm 2005, nay là Siemens Wind Power GmbH Lưu trữ ngày 13 tháng 5 năm 2008 tại Wayback Machine
- A.Ayvazian & Associates (Iran)
- Bard Engineering  Lưu trữ ngày 28 tháng 3 năm 2008 tại Wayback Machine(Đức)
- Bergey (Hoa Kỳ)
- Bonus Energy (Đan Mạch) - bán cho Siemens năm 2004, nay là Siemens
- Clipper Windpower  Lưu trữ ngày 9 tháng 2 năm 2008 tại Wayback Machine (Hoa Kỳ)
- DeWind  (Đức)
- Doosan  Lưu trữ ngày 8 tháng 3 năm 2009 tại Wayback Machine (Hàn Quốc)
- Dragonfly Industries Inc  Lưu trữ ngày 28 tháng 1 năm 2017 tại Wayback Machine (Hoa Kỳ)
- Emergya Wind Technologies (EWT)  Lưu trữ ngày 16 tháng 12 năm 2014 tại Wayback Machine (Hà Lan)
- Ecotècnia  (Tây Ban Nha)
- Enercon  (Đức)
- Entegrity Wind Systems  Lưu trữ ngày 17 tháng 5 năm 2008 tại Wayback Machine (Canada)
- Eozen  Lưu trữ ngày 24 tháng 5 năm 2009 tại Wayback Machine (Tây Ban Nha)
- Fuhrländer  (Đức)
- Gamesa Eólica  Lưu trữ ngày 9 tháng 6 năm 2007 tại Wayback Machine (Tây Ban Nha)
- General Electric [liên kết hỏng] (Hoa Kỳ)
- Goldwind  Lưu trữ ngày 28 tháng 9 năm 2007 tại Wayback Machine (Trung quốc)
- Harakosan  Lưu trữ ngày 30 tháng 4 năm 2009 tại Wayback Machine (Hà Lan, Nhật Bản)
- Heartland Energy Solutions  (Hoa Kỳ)
- HelixWind  Lưu trữ ngày 10 tháng 4 năm 2008 tại Wayback Machine (Hoa Kỳ)
- Hyosung  (Hàn Quốc)
- Hyundai Heavy Industries  Lưu trữ ngày 6 tháng 7 năm 2012 tại Wayback Machine (Hàn Quốc)
- Impsa  Lưu trữ ngày 24 tháng 1 năm 2008 tại Wayback Machine (Argentina)
- Jacobs, now Wind turbine industries  Lưu trữ ngày 15 tháng 7 năm 2009 tại Wayback Machine (Hoa Kỳ)
- Lagerwey  (Hà Lan)
- Leitwind  (Ý)
- Liquid Wind  (Hoa Kỳ)
- Kenersys  Lưu trữ ngày 25 tháng 1 năm 2008 tại Wayback Machine (Ấn Độ)
- Kestrel Wind Turbines  (Nam Phi)
- Mitsubishi Heavy Industries  Lưu trữ ngày 26 tháng 9 năm 2007 tại Wayback Machine (Nhật Bản)
- Multibrid GmbH  Lưu trữ ngày 6 tháng 3 năm 2022 tại Wayback Machine (Đức)
- MTorres  Lưu trữ ngày 22 tháng 6 năm 2009 tại Wayback Machine (Tây Ban Nha)
- NEG Micon, nay là thành phần của Vestas (Đan Mạch)
- Neo-Aerodynamic  (Hoa Kỳ)
- Nordex  (Đức)
- Norwin  (Đan Mạch)
- Nordic Windpower  (Hoa Kỳ)
- Northern Power Systems  (Hoa Kỳ)
- PacWind  (Hoa Kỳ)
- PowerWind GmbH  Lưu trữ ngày 22 tháng 4 năm 2009 tại Wayback Machine (Đức)
- Proven Energy Wind Turbines  (Anh - Global supplier of 2.5 kW, 6 kW & 15 kW)
- REpower  (Đức) - bán cho Suzlon năm 2007
- Samsung Heavy Industries  Lưu trữ ngày 23 tháng 7 năm 2012 tại Wayback Machine (Hàn Quốc)
- Scanwind  Lưu trữ ngày 9 tháng 5 năm 2008 tại Wayback Machine (Na Uy)
- Shanghai Aeolus windpower(SAWT) Lưu trữ ngày 10 tháng 8 năm 2018 tại Wayback Machine (Trung quốc)
- Siemens [liên kết hỏng] (Đan Mạch / Đức)
- Sinovel (China - PRC)  (Trung quốc)
- Southwest Windpower  (Hoa Kỳ)
- SRC Vertical  Lưu trữ ngày 15 tháng 12 năm 2007 tại Wayback Machine (Nga)
- Suzlon  (Ấn Độ)
- TMA  Lưu trữ ngày 13 tháng 4 năm 2009 tại Wayback Machine
- Turbotricity  (2,5 KW Domestic Wind Turbines)
- Turbowinds
- Unison  (Hàn Quốc)
- Vensys  (Đức)
- Vestas  (Đan Mạch), hãng sản xuất tuốc bin gió lớn nhất thế giới [liên kết hỏng]
- Vergnet  (Pháp)
- WES Canada  Lưu trữ ngày 1 tháng 7 năm 2009 tại Wayback Machine (Canada/Hoa Kỳ)
- Windflow  (New Zealand)
- WinWinD  (Phần Lan)

## Hãng đã ngưng hoạt động
- Enron Wind

## Thị trường Hoa Kỳ
Cuối năm 2008, Hoa Kỳ có 25,1 GW (25.100 MW) công suất năng lượng gió, vượt qua Đức để trở thành thị trường sử dụng năng lượng gió lớn nhất thế giới. Công suất lắp đặt ở Hoa Kỳ năm 2008 tăng 50%, so với mức tăng bình quân 28,8% trên toàn thế giới.

### Các hãng chiếm thị phần hàng đầu ở Hoa Kỳ
1. GE Energy
2. Vestas
3. Siemens
4. Gamesa
5. Mitsubishi Heavy Industries
6. Suzlon
7. Clipper Windpower
8. Nordex

### Các hãng khác với công suất (> 100MW)
- REpower [4]
- Acciona Energy[5]

### Các hãng sản xuất nhỏ
- Bergey
- Southwest Windpower

## Hình ảnh

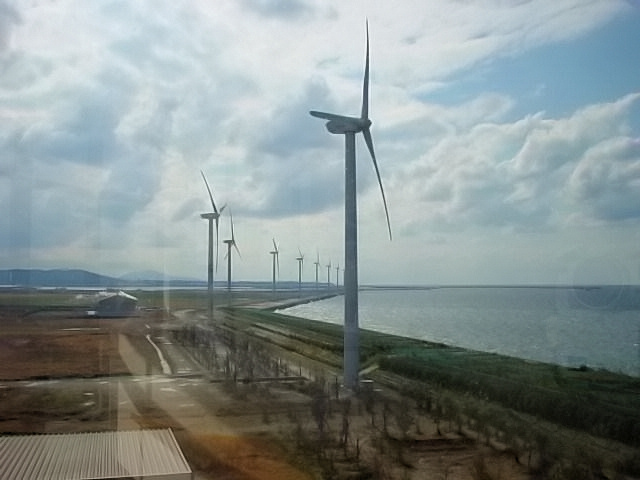
Wakamatsu wind farm, Kitakyushu, Japan
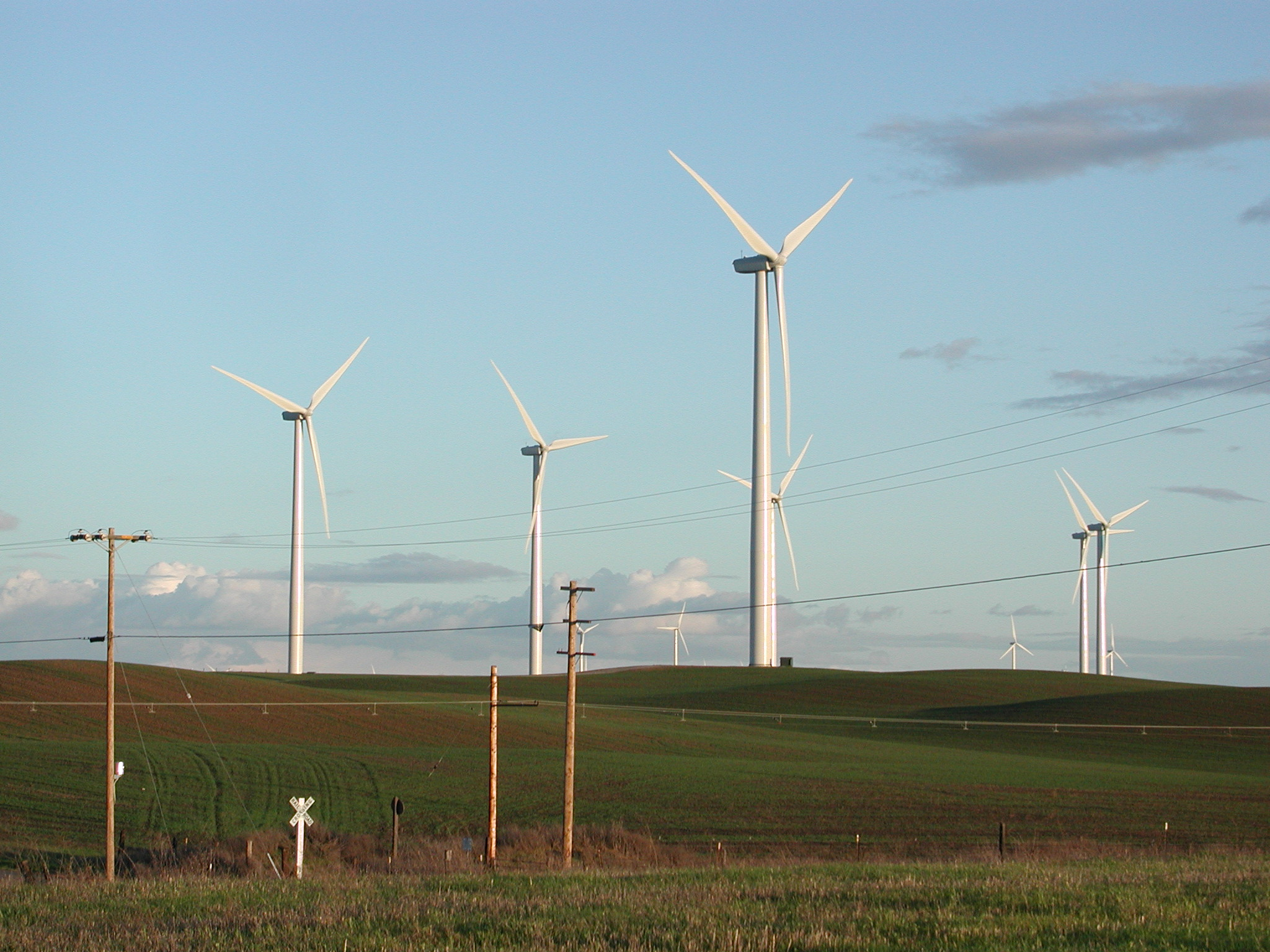
General Electric Wind turbines in Solano County, CA
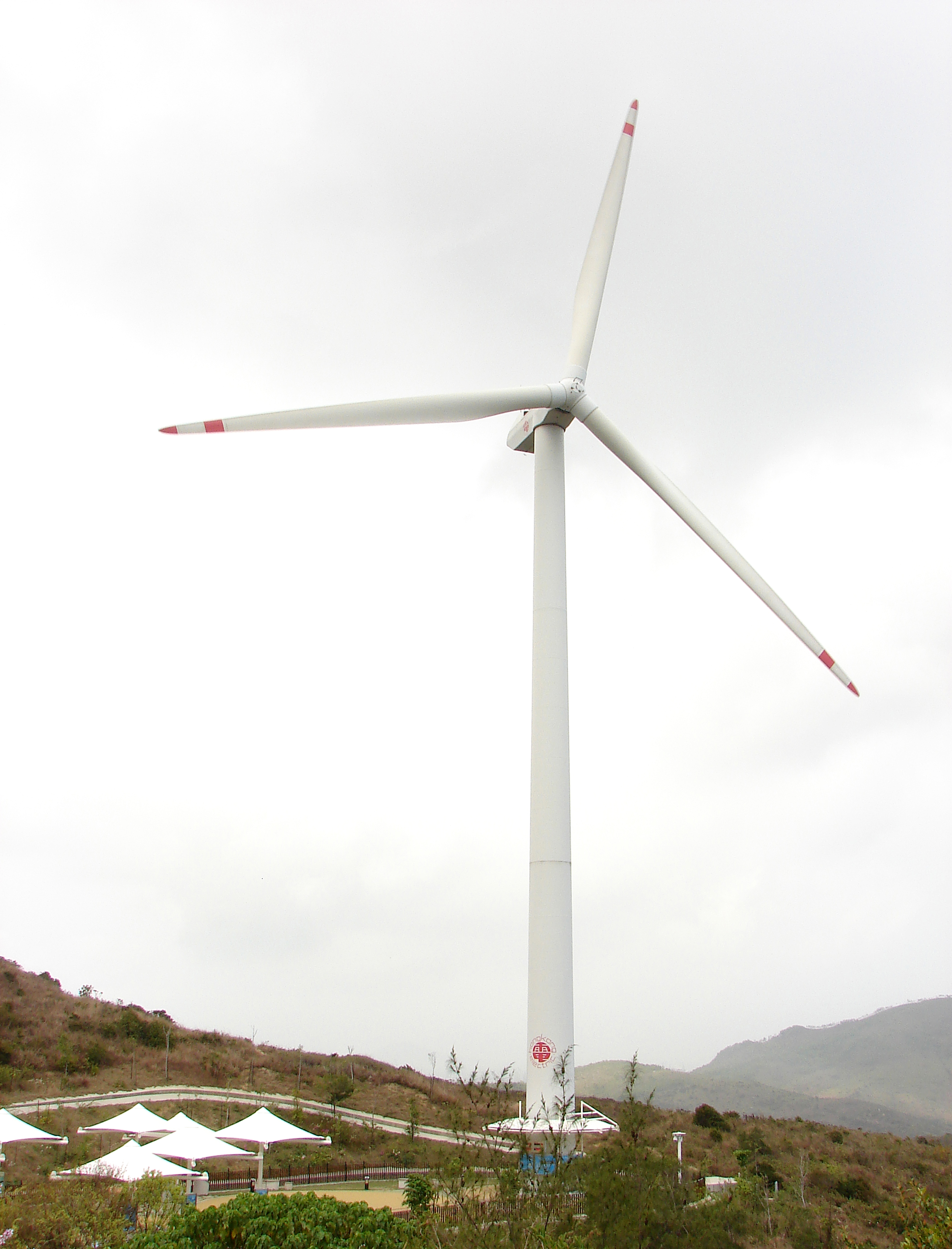
The Nordex N50 wind turbine and visitor centre of Lamma Winds in Hong Kong
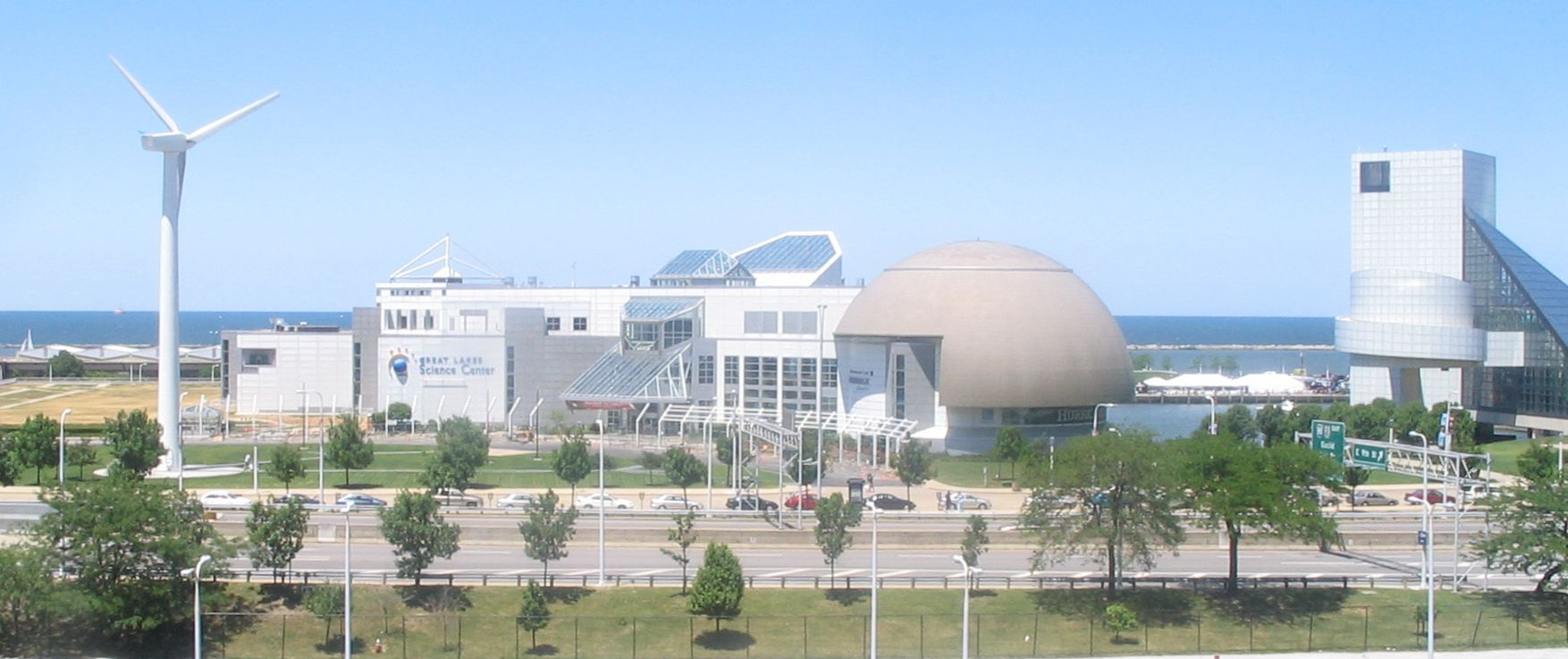
The Vestas V27 at the Great Lakes Science Center in Cleveland, Ohio
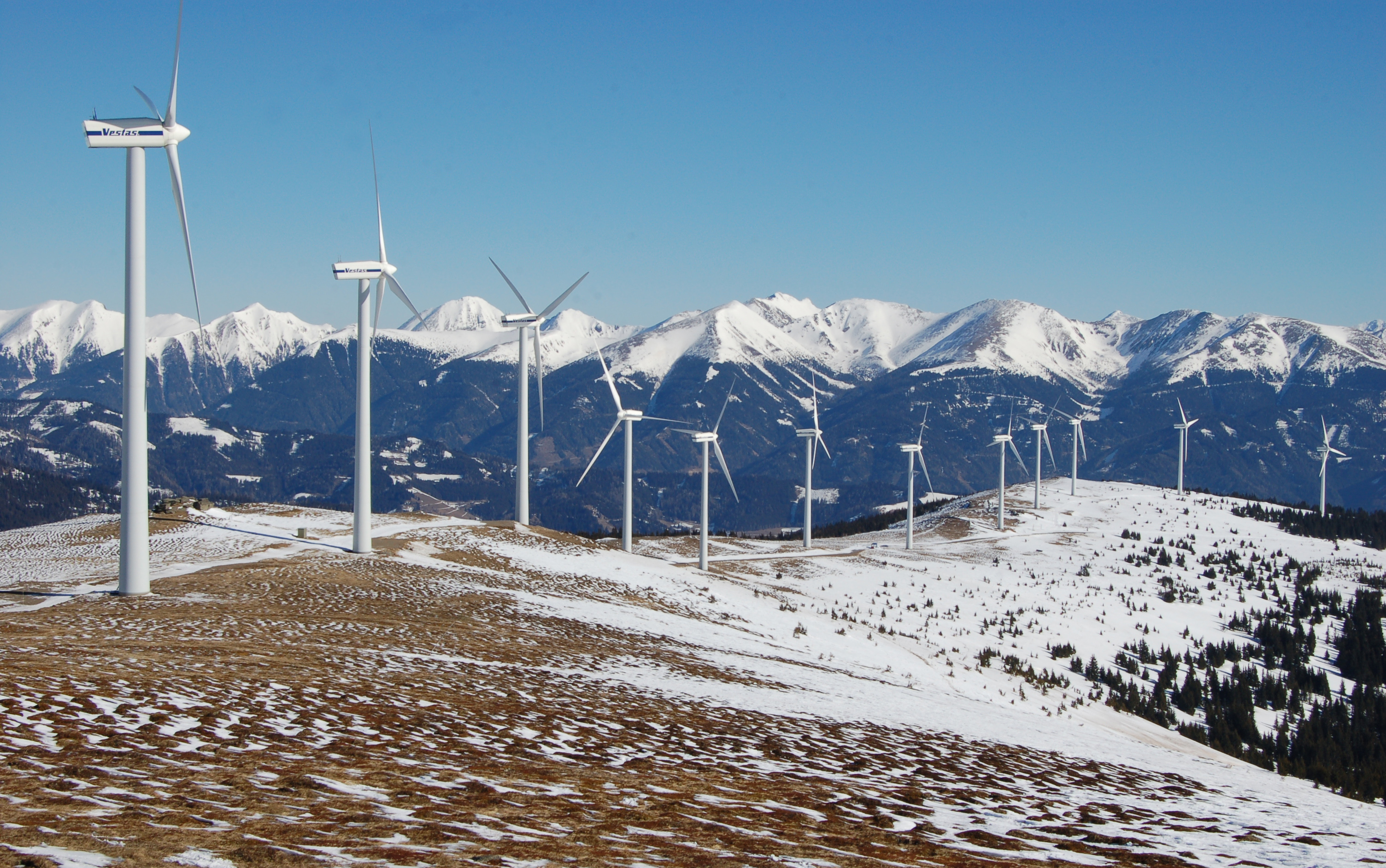
Vestas V66-1.75MW wind turbines of the Tauern Wind Park near Oberzeiring
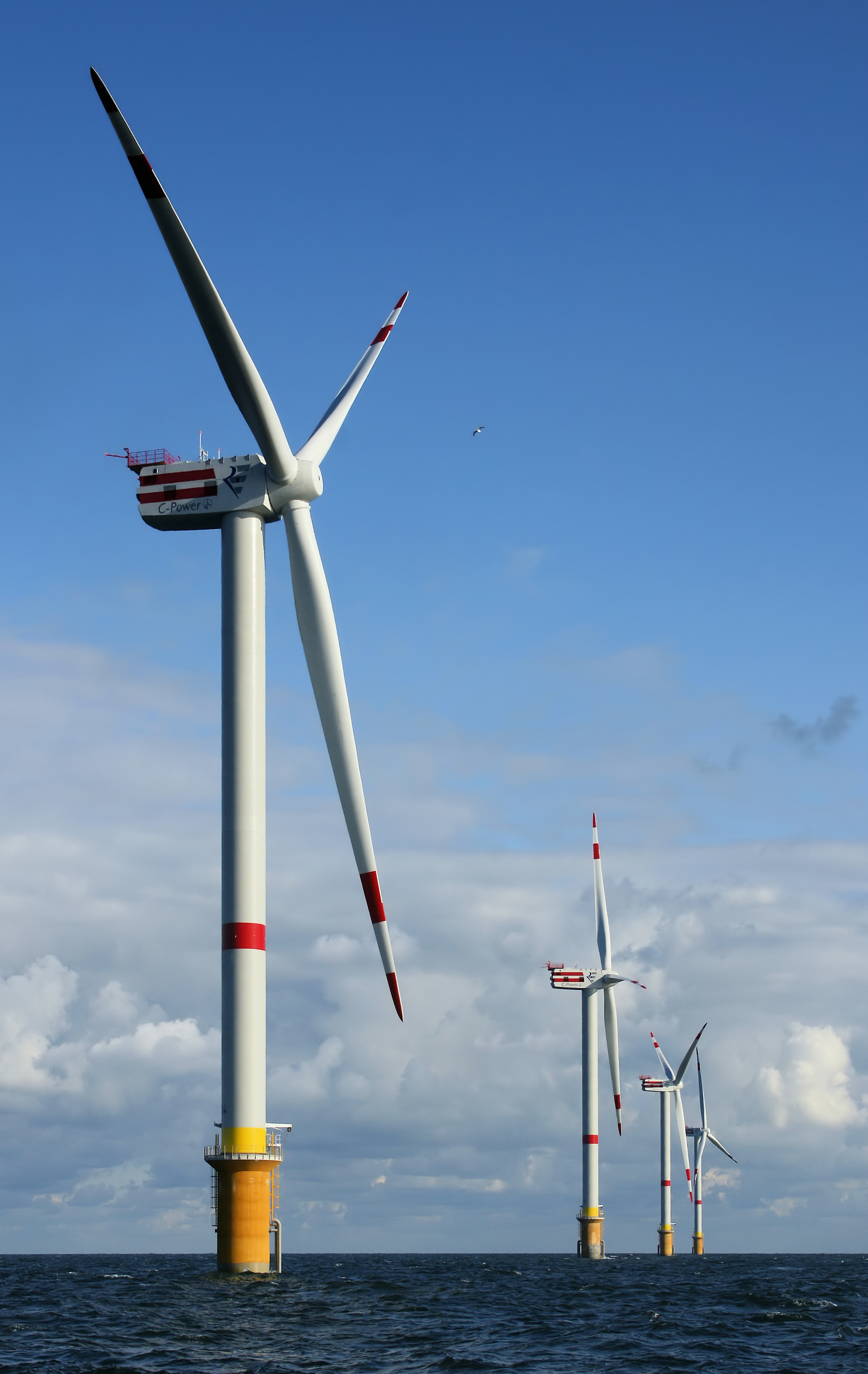
REpower 5MW wind turbines D4 (nearest) to D1 on the Thornton Bank
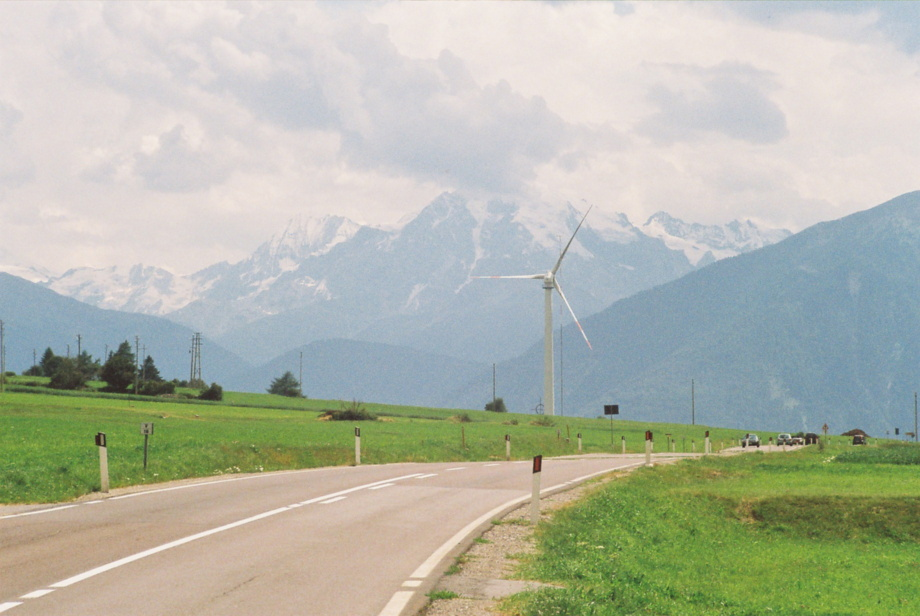
Leitwind wind turbine on Resia Pass in Malles Venosta, Trentino-Alto Adige
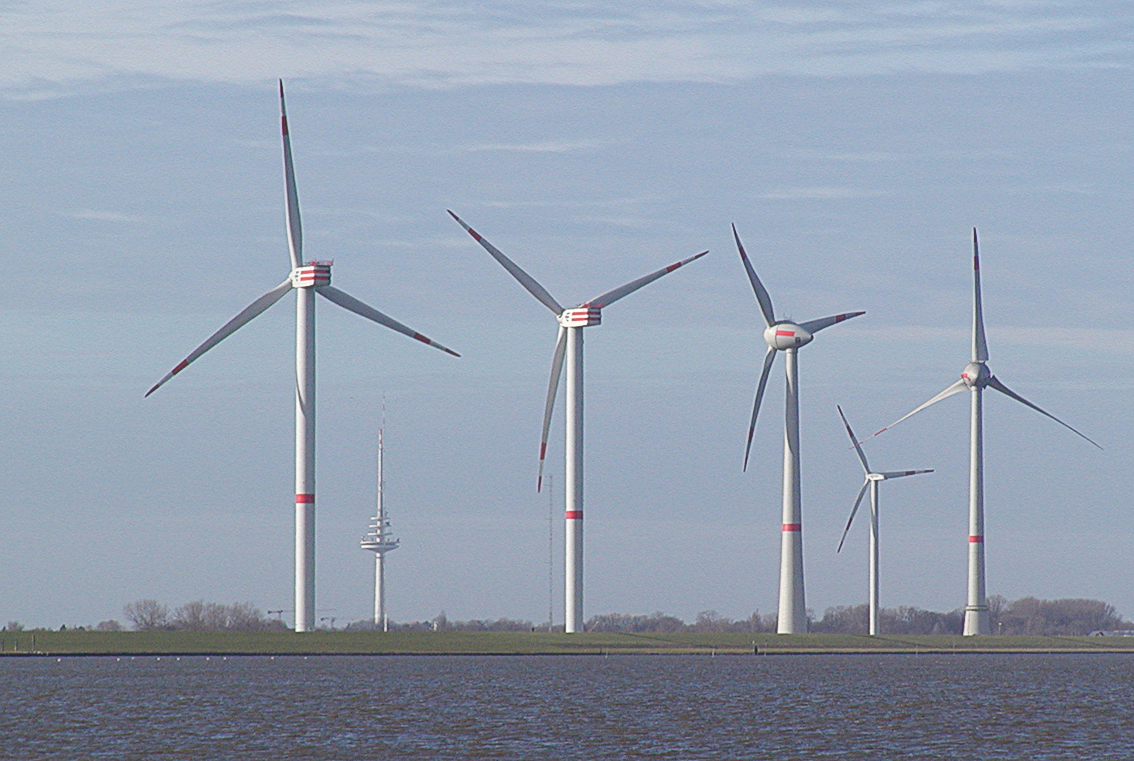
Very large prototype wind turbines by REpower và Enercon on a test field in Cuxhaven